# Phaulopsis imbricata
Phaulopsis imbricata là một loài thực vật có hoa trong họ Ô rô. Loài này được (Forssk.) Sweet miêu tả khoa học đầu tiên năm 1826.

## Hình ảnh

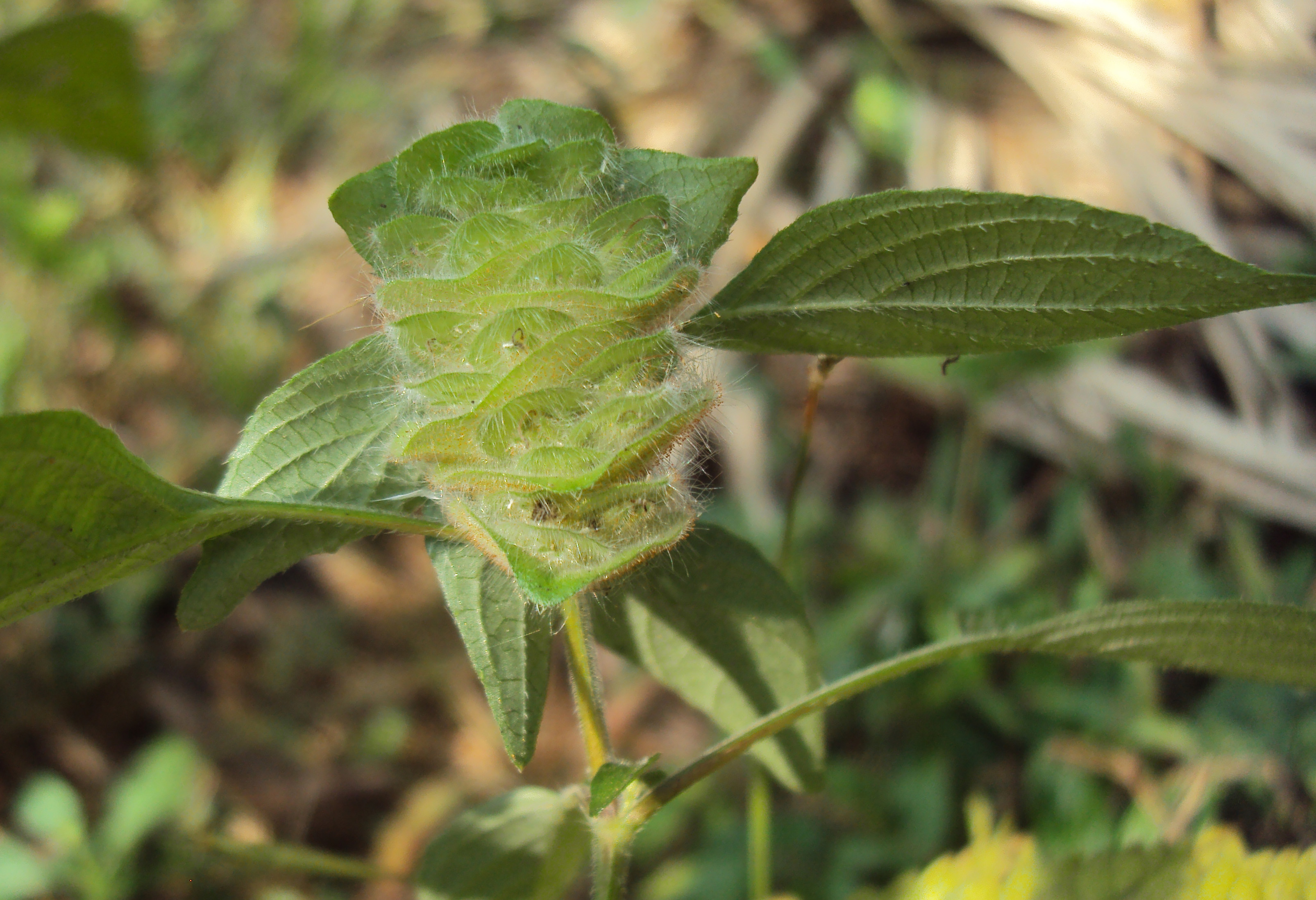
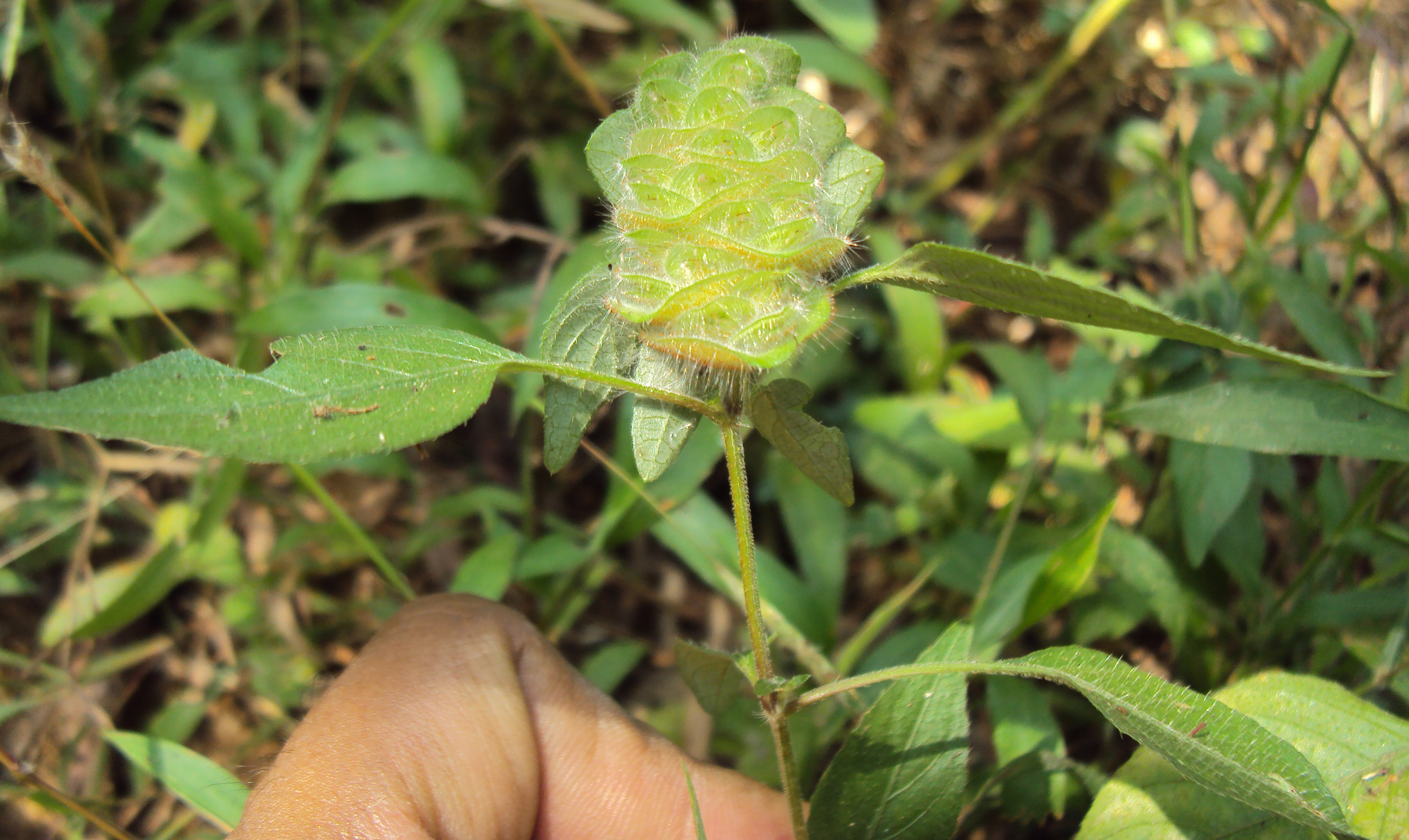
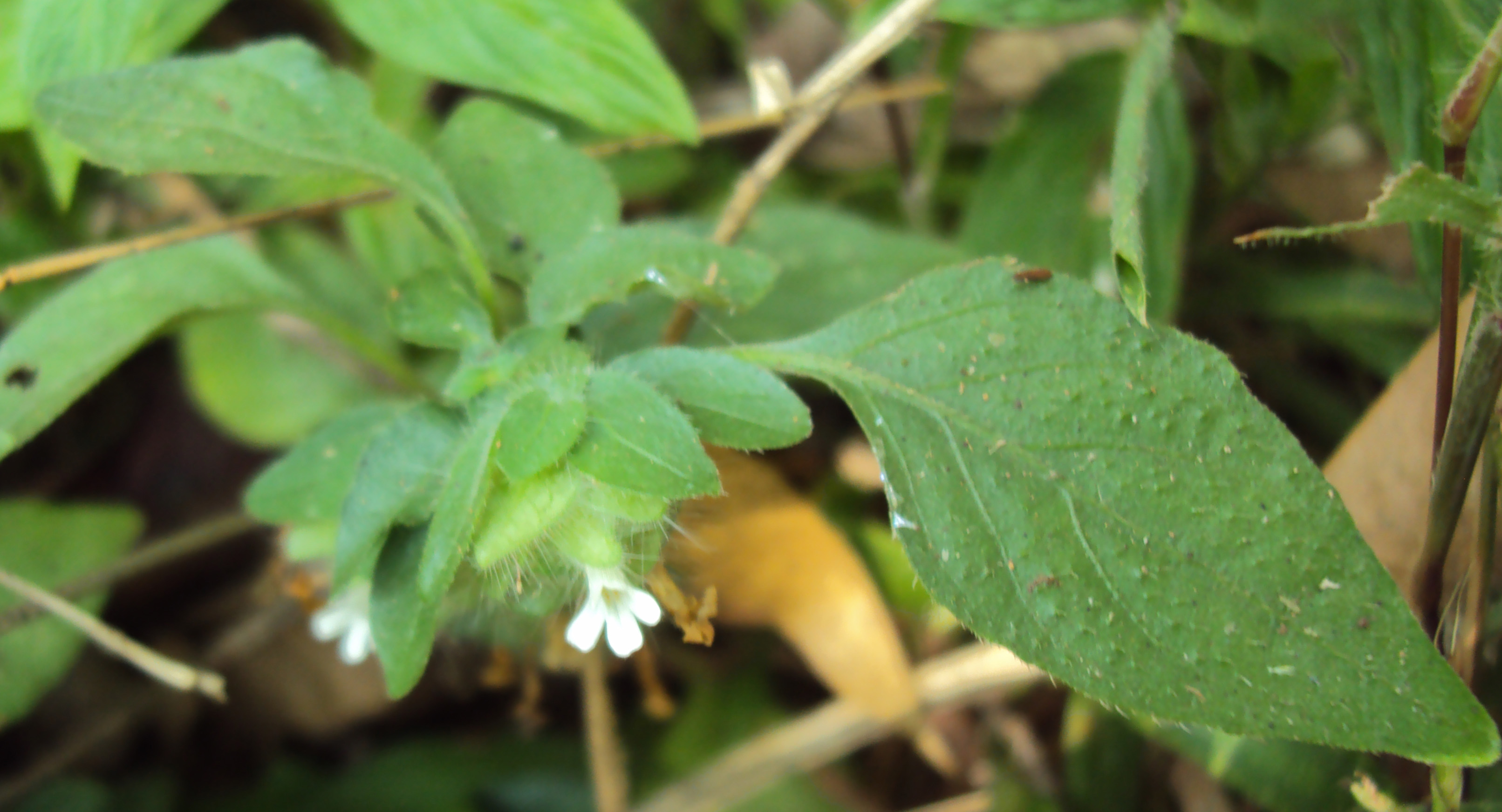
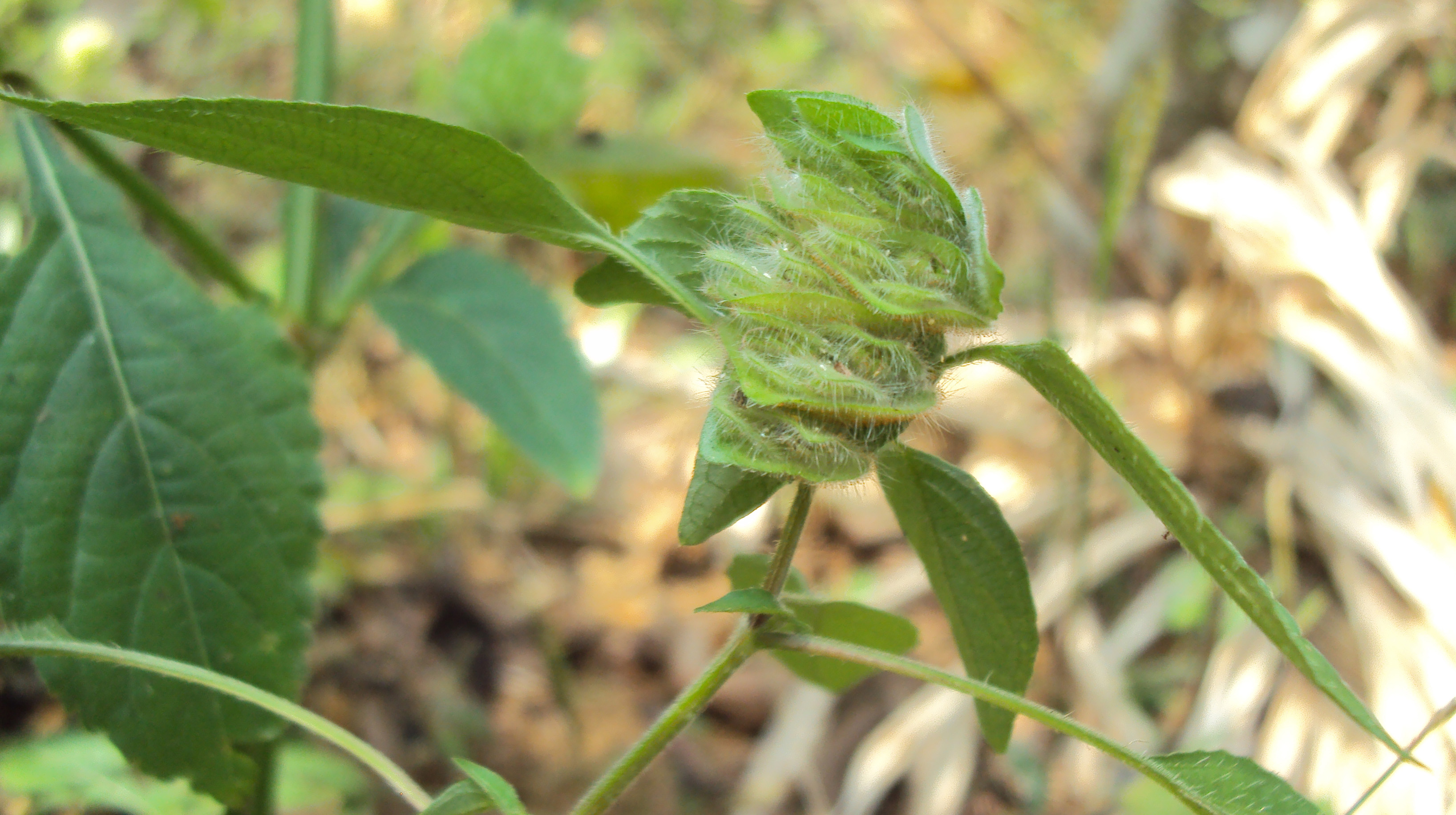